# Hexarrhopala gahani
Hexarrhopala gahani är en skalbaggsart som beskrevs av Aurivillius 1913. Hexarrhopala gahani ingår i släktet Hexarrhopala och familjen långhorningar. Inga underarter finns listade i Catalogue of Life.